# Magrane
Magrane là một đô thị thuộc tỉnh El Oued, Algérie. Dân số thời điểm năm 2002 là 20.102 người.